# Tyniec Wydawnictwo Benedyktynów
Tyniec Wydawnictwo Benedyktynów (zapis stylizowany: TYNIEC) – polskie wydawnictwo książkowe, założone przez o. Włodzimierza Zatorskiego OSB 22 marca 1991 roku. Wydawnictwo skupia się na publikacji książek i płyt z zakresu duchowości monastycznej. Posiada własną drukarnię cyfrową.
Najważniejsze publikacje to Apoftegmaty Ojców Pustyni, książki o Ewagriuszu z Pontu, dzieła Jana Kasjana, Moralia Grzegorza Wielkiego, W głąb misterium o. Piotra Rostworowskiego OSBCam., książki autorstwa o. Leona Knabita OSB, chorał scholi benedyktynów tynieckich Gemma Caelestis. Siedziba wydawnictwa znajduje się w zabytkowym Opactwie Benedyktynów w Tyńcu.

## Serie wydawnicze
Aktualne serie wydawnicze:
- Źródła Monastyczne (źródła i opracowania dotyczące życia i duchowości monastycznej)
- Duchowość Wschodu i Zachodu (klasyka duchowości i mistyki katolickiej oraz prawosławnej)
- Z Tradycji Mniszej (seria niewielkich książeczek omawiających różne aspekty życia duchowego)
- Modlitwa Kościoła (książki poświęcone liturgii)
- Powieść (najważniejsze powieści chrześcijańskie autorów tj. Graham Greene, François Mauriac)

Serie wygasłe:
- Czytając Pismo Święte
- Seria z kluczem

## Twórcy
Autorzy współcześni wydawnictwa to:
- Piotr Rostworowski OSB / EC
- Anna Świderkówna
- Leon Knabit OSB
- Augustyn Jankowski OSB
- Notker Wolf
- Laurence Freeman
- Thomas Merton
- Gabriel Bunge
- Włodzimierz Zatorski OSB
- Tomasz Dąbek OSB
- Stanisław Kobielus
- Barbara Szczepanowicz
- Szymon Hiżycki OSB
- Brunon Koniecko OSB
- Jan Paweł Konobrodzki OSB
- Hieronim St. Kreis OSB

Głównie autorzy dzieł starożytnych i średniowiecznych wydanych przez wydawnictwo:
- Jan Kasjan
- Ewagriusz z Pontu
- Benedykt z Nursji
- Grzegorz I
- Bernard z Clairvaux
- Hildegarda z Bingen

Główni tłumacze i redaktorzy wydawnictwa:
- Marek Starowieyski
- Małgorzata Borkowska
- Józef Naumowicz
- Teresa Lubowiecka
- Elwira Buszewicz